# خورشید قاجار
خورشید قاجار (ترکی آذربایجانی: Xurşid Qacar) خواننده اپرای آذربایجانی بود.

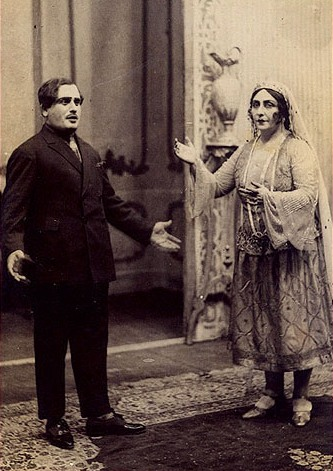
خورشود قاجار در نقش گلچوهرا در آرشین مال آلن در سال ۱۹۲۹

## زندگی‌نامه
او در سال ۱۸۹۴ در نخجوان در خانواده نخجوانی به دنیا آمد. او اولین تحصیلات خود را در مدرسه شبانه‌روزی سنت نینا در باکو گذراند. وی با پذیرش در هنرستان مسکو در سال ۱۹۱۵، یکی از اولین زنان آذربایجانی بود که در خارج از کشور تحصیل کرد. معلم او در هنرستان، امبرتو ماستی، آموزگار آواز ایتالیایی و سرگئی اوبوکوف، خواننده اپرای روسی تالار بولشوی بود. پس از اتمام تحصیلات، مدتی در سن پترزبورگ زندگی کرد و بعداً آکادمی ملی اپرا و تئاتر باله آذربایجان در طی سالهای ۱۹۱۹ تا ۱۹۳۴ کار کرد. او در سال ۱۹۳۵ مدیر یک دوره کوچک اپرا تحت تئاتر اپرا بود.
او به‌خاطر نمایش گلزار (در اپرای شاه اسماعیل توسط مسلوم ماگومایف)، خورشیدبانو، آسیا و گلناز (به ترتیب در شاه عباس و خورشید بانو (۱۹۱۲)، آرشین مال آلن (۱۹۱۳) و اگر نه آن یکی، سپس این یکی (۱۹۱۰) - همه توسط اوزیر حاجی بیف) و میکائلا (کارمن توسط ژرژ بیزه) مشهور بود.
در دهه ۳۰، به دستور عزیر حاجی‌بیگف، او در آن زمان به آهنگسازان جوان توفیق گلی اف و ذاکر باقیروف دستور داد تا یادداشت‌های مقام‌های مقام " راست "، " زابل سگاه" و "دوگاه" را در حالی که میرزا منصور منصوروف آنها را می‌نواخت، روی تار ضبط کنند.

## خانواده
وی تا سال ۱۹۲۰ با فیض‌الله میرزا قاجار ازدواج کرد. شوهر دوم او کنت نیکولای نیکولایویچ خودیاکوف بود. او از ازدواج اول خود صاحب یک پسر شد به نام شفیع، که به‌خاطر شفیع خان قاجار نامگذاری شده بود‌ از ازدواج دوم نادر علی اف-خودیاکوف، عادلیا علیوا-خودیاکووا و مارینا خودیاکووا فرزندان خوانده‌ای داشت.